# Čaj
Čaj (kineski 茶, korejski 차, hindski चाय „chai“) je aromatični napitak blago gorkog i oporog mirisa od biljke kineski čajevac, latinskog naziva Camellia sinensis. Radi se od njenog lišća i drugih dijelova. U širem smislu čajem se nazivaju i uvarci od lišća, korijena, stabljika, cvjetova ili plodova drugih biljaka.

## Povijest
Povijest čaja počinje prije više od 4000 godina. Prema jednoj legendi, kineski car Shen-Nong otkrio je tajnu pripreme ovog napitka prilikom jednog od svojih mnogobrojnih lovačkih izleta godine 2737. pr. Kr. Kada je htio prokuhati nešto riječne vode u posudu na vatri mu je vjetar donio jedan list sa stabljike čaja koja je tu u blizini rasla. Voda u posudi je brzo promijenila boju i do careva nosa je došao neobičan i njemu nepoznat miris. Radoznalo je popio nekoliko gutljaja tekućine i bio je oduševljen aromom, a i vrlo brzo je osjetio osvježenje i umor od dugotrajnog lova je nestao.
Ipak, vjerojatno prvi svakodnevni uživatelji pijenja čaja su bili budistički monasi koji su ga koristili kao napitak meditacije koji pospješuje tjelesni mir i budi duševnu energiju. Zbog toga je svojevremeno čaj bio uzgajan uglavnom u vrtovima budističkih samostana.
Prvi opis spremanja čaja i biljke od koje se ovaj napitak pravi sačinio je 780. godine kineski pjesnik Lu Yii. On je opisao spremanje zelenog čaja te je razvio novu metodu spremanja čaja koja je postala vrlo popularna narednih stoljeća. Do toga vremena obično se čaj spremao tako što se svježe ubrani listovi biljke usitne u jednom avanu i sve to pomiješa u čvrstu masu s šljivinim sirupom i potom zajedno s rižom uvalja i preša u jedan čvrsti kolačić koji se tako mogao duže vremena čuvati, a u željeno vrijeme i ubaciti u vodu s rižom, ili pak korom marelice ili s lukom spremati svojevrsnu čajnu juhu. Nova metoda je značila usitnjavanje listova biljke čaja do sitnoga praha koji se kasnije koristio za spremanje osvježavajućeg napitka. Pijenje čaja je postajalo sve popularnije tako da je već negdje prije 1000 godina čaj postao dio svakodnevnog rituala u cijeloj Kini. Ming dinastija (koja je trajala 1368. – 1644. godine) donijela je i novi način spremanja čaja. Listovi nisu više bili usitnjeni da bi nastao prah, nego jednostavno cijeli listovi prelijevani vrelom vodom.
Po predanjima tradicija pijenja čaja se iz Kine prvo proširila na Tibet gdje ga je u formi prešanih cigli i kolačića donio sin jednoga tibetanskog kralja. Tradicija čuvanja u ciglama prešanog čaja se do danas sačuvala u Tibetu. 
Jedan japanski monah je donio prah za spremanje čaja u Japan negdje u 12. stoljeću. Lagano su u samostanima ustanovljavani rituali pijenja čaja da bi u 17. stoljeću pijenje čaja postalo značajan dio japanske kulture i filozofije življenja.  
Vjerojatno je preko arapskih trgovaca i Europa već u 13. ili 14. stoljeću imala prve kontakte s kineskim čajem, ali do danas nisu sačuvani valjani pisani tragovi o tome sve do 1610. godine kada je u tovaru jednog broda nizozemske Istočno-indijske kompanije u Europu dovezen zeleni čaj porijeklom iz Japana. Iz Amsterdama čaj je donošen u Englesku i Francusku. Potražnja je brzo rasla tako da su već 30 godina kasnije bili ustanovljeni redovni transportu čaja u Europu. Osim morskim, čaj je u Europu počeo stizati i kopnenim putem. Takozvanim «putem svile» karavani su čaj dopremali do Indije, a zatim dalje preko Rusije u Europu. Dugo vremena ovaj čaj je bio više cijenjen zbog bolje zaštite od vlage tijekom transporta, što je na dosadašnjim trgovačkim brodovima uvijek bilo problematično. 
Na početku 17. stoljeća Englezi su bili obožavatelji pijenja čaja. Zbog visoke cijene, u početku su samo polemici i drugi imućni građani mogli sebi dopustiti kupiti čaj, no, usprkos visokoj cijeni, čaj je postajao sve popularniji. Nakon svađe s kineskim liferantima koji su kao monopolisti stalno dizali cijene, Englezi su od 1880. godine počeli uzgajati čaj u njihovim bivšim kolonijama u Indiji i Cejlonu, današnjoj Šri Lanki. Do tada u Europu je stizao uglavnom samo zeleni kineski čaj. Englezi su listove čaja ubrane u svojim kolonijama puštali da izvjesno vrijeme fermentiraju te je tako dobivan takozvani crni čaj koji je više odgovarao okusu Europljana.
Povijest SAD-a vrlo je značajna za jedna događaj vezan za čaj. Američka revolucija počela je tako što je u luci u Bostonu bačen u more i uništen tovar čaja koji je u to vrijeme bio monopolska roba Britanskog carstva.
Još jedan značajan događaj u vezi s čajem desio se u SAD. U Saint Louisu je 1908. godine otkriven takozvani ledeni čaj koji je svoju premijeru imao na svjetskoj izložbi kojoj je domaćin bio ovaj grad. Poučeni popularnošću čaja u većem dijelu Europe američki poslovni ljudi su pokušali ovo izložbu iskoristiti za prezentacijom ovoga napitka. Međutim kako je vrijeme bilo vrlo toplo i sparno malo je bilo onih koji su pokazivali interes uopće kušati ovaj novi napitak koji se služi vreo. Uvoznik čaja iz Indije i Cejlona Richar Blechhynden u strahu od financijskog fijaska dao je da se kocke leda prelijevaju vrlo koncentriranim čajem te da se tako ohlađen servira kao nova senzacija Svjetske izložbe. I zaista oduševljenje i poslovni uspjeh su bili senzacionalni. Vrećica za čaj je također kreirana u Sjedinjenim Američkim Državama. Njujorški trgovac čajem Thomas Sullivan je svojim poslovnim partnerima slao probe čaja u svilenim vrecicama prilagdenim jedno čajnoj salici. Pogodio je američki praktični duh pa je čaj u vrećicama brzo postao dominantan način pakiranja i pripreme čaja.

## Botanika
Botaničari biljku čaja nazivaju Thea Camellia pri čemu dominiraju dvije sorte: Camellia sinensis (kineska sorta) i Camemellia assamica (Indija i Šri Lanka). Kineska sorta raste do visine od 3 do 4 m. Ima manje nazubljene listove i najbolje uspijeva u umjerenoj klimi, a može podnijeti mrazeve.
Camellia assamica (Camellia sinensis var. assamica) može narasti i do 30 metara. Istini za volju ovako visoko drveće nećete naći na plantažama čaja gdje se stalnim podsijecanjem tijekom berbi visina održava na 1 – 2 metra. Listovi su veliki i glatki, a bez problema podnosi i temperature do preko 40°C.
Bez obzira da li se radi o Kini ili pak Asamu biljka čaja zahtijeva puno rada i vrlo zahtjevne klimatske uvjete. Tako je dnevno potrebno najmanje 4 sata sunca, redovni pljuskovi kiše prilično ujednačeno podijeljeni tijekom godine s minimumom od 1600 litara po kvadratnom metru površine. Najbolje uspijeva u tropskim i suptropskim područjima. Pritom i tlo mora biti vrlo rastresito s velikom propusnom moći da se voda ne bi nakupljala. Zbog toga se često čaj uzgaja na uzdignutim mjestima da bi bilo što bolje cijeđenje zemljišta.
Od početka 18. stoljeća prave se napitci i od biljaka (biljni čaj i voćni čaj); iako to nije pravilno jer po ISO-normi crni čaj ima oznaku ISO 3720. Slična situacija se događa i u drugim jezicima, iako je i kod drugih jezika poznato spajanje različitih napitaka u jedan pojam. U Španjolskoj je 'Té' samo 'crni čaj', sve drugo se zove 'infusión'. Slično je i u Francuskoj: „thé“ = crni ili zeleni čaj, „infusion“ = biljni čaj i slično. U SAD-u danas je „tea“ samo „iced tea“ (ledeni čaj), vrsta limunade na bazi crnog čaja.

## Vrste čaja
Čajevi se dijele u dvije glavne skupine: pravi čajevi i biljni čajevi.
Pravi čajevi
Smatraju se samo čajevi koji se pripremaju od listova biljke Camellia sinensis, grma porijeklom iz Kine i Indije. Na temelju načina na koji se obrađuju nakon berbe listova i njihovog stupnja fermentacije razlikuje se pet vrsta: zeleni, bijeli, crni, oolong i pu-erh. Prave vrste čaja sadrže kofein i jedinstvene antioksidanse zvane flavonoidi.
- Zeleni čaj – minimalna fermentacija. Kod tradicionalne proizvodnje te vrste čaja, nakon berbe se u željeznim tavama prži i onda tek suši. Kod industrijske proizvodnje se postupa isto, samo u puno većim spremnicima gdje se i miješaju listovi. U Aziji postiji još daljnja podjela zelenog čaja kao npr. u Japan-u u tkz. „normalni“ zeleni čaj (緑茶: Ryokucha), prije polijevanja ugrijani zeleni čaj (ほうじ茶: Hojicha), s rižnim pahuljicama pomiješani zeleni čaj (玄米茶: Genmaicha) i drugi.
- Bijeli čaj – naziv je dobio jer dlačice na donjoj strani sušenog lista postanu bjelkasto srebrne. Nema fermantacije. Najmanje obrađen od svih čajeva. Samo su najbolji čajevi izabrani za proizvodnju 'bijelog čaja'. Poznat je i kao car čajeva.
  - Žuti čaj se proizvodi samo u Kini. To je bijeli čaj koji se ne obrađuje odmah nakon berbe. Tu dolazi do minimalne fermentacije. Jedan je od najskupljih čajnih specijaliteta, te ga se ponekad uvrštava u zelene čajeve, jer se dobiva slično kao zeleni samo se lišće dulje suši, a spora oksidacija je razlog poprimanja žute boje.[3]
- Crni čaj cjelokupna fermentacija. U istočnoj Aziji poznat kao crveni čaj (紅茶: Hong cha). Sličan je  'Oolongu', ali se fermentacija ne zaustavlja. Proizvodnja tog čaja se završava dužim sušenjem.
- Oolong – djelomična fermentacija. Nakon berbe se čaj trese u pletenim korpama, a sok koji se iscijedi fermentira s kisikom zraka. Taj proces se zaustavi s prženjem u željeznim tavama. Količina oksidacije utječe na okus i izgled ovog čaja. Dulja oksidacija rezultira tamnijim oolongom koji je po okusu sličniji crnom čaju, dok ga kraća oksidacija čini sličnijim po prirodi zelenom čaju.[2]
- Puh-er-cha je poznat u Aziji kao 'crni čaj' (黒茶) i tamniji od crnog čaja, pa izgledom podsjeća na kavu. To je crni čaj koji više godina sazrijeva. Pu-erh čaj može biti crni ili zeleni, ovisno o razini oksidacije koja je dopuštena u procesu.[2]

Biljni čajevi
Nazivaju se još i ljekoviti čajevi. Prave se od sušenog voća, cvijeća, sjemenki, korijena, začina ili ljekovitog bilja namočenih u vrućoj vodi. Ipak, unatoč svojem nazivu, biljni čajevi uopće nisu pravi čajevi. Točan izraz za bilo koji napitak bez listova pravog čaja je tisanes, odnosno biljne infuzije. Tisanes je francuska riječ koja znači "napitak napravljen od biljne infuzije". Uglavnom ne sadrže kofein u sebi.
- Voćni čajevi
- Cvjetni čajevi
- Čajevi od listova
- Rooibos (crveni čaj)

## Izreke o čaju
Izreke nastale u različitim kulturama i vremenskim razdobljima pokazatelj su kulture čaja pojedinih civilizacija:
- Gladstone, 1865. god.: Ako vam je hladno, čaj će vas ugrijati. Ako je vruće, čaj će vas rashladiti. Ako ste depresivni, čaj će vas razveseliti. Ako ste uzbuđeni, čaj će vas smiriti ...
- Kineska izreka: Bolje biti bez hrane tri dana, nego bez čaja jedan.
- Zen haiku: Čudno je kako čajnik istovremeno može predstavljati udobnost samoće i zadovoljstvo društva.
- Japanska izreka: Ako čovjek nema čaj u sebi nije u mogućnosti razumjeti istinu i ljepotu.
- Kineska izreka: Kako se vodom peremo iz vana, tako se čajem peremo iz nutra.
- Marokanska izreka: Prva čaša je kao život - gorka. Druga čaša je kao ljubav - slatka. Treća čaša je kao smrt - blaga

## Sastav čaja
Svi se pravi čajevi rade od biljke Camellia sinensis. To ima znatan utjecaj na sastav čajeva tj. imaju sličan sastav. Isto tako znatnu ulogu na stastav čaja ima klima, nadmorska visina, tlo, te postupak obrade biljke. Od važnijih sastavnica čaj sadrži: tanin, katehin, flavonoid, teanin, kofein.
TaninTanini (polifenoli) daju gorak okus. Što duže biljka sazrijeva količina tanina se smanjuje, a time i ljekovitost biljke čaja.
KatehiniKatehini pripadaju skupini polifenola. Imaju fenolnu strukturu. Katehinima pripadaju antioksidativna svojstva.Najviše katehina imaju bijeli i zeleni čajevi, a crni zaostaje radi svoje obrade.
FlavonoidiFlavonoidi su jedna grupa heterocikličkih spojeva s kisikom te su oni pigmenti boja kao što se plava, zelena, žuta, narančasta i crvena. Flavonoide u velikim količinama možemo pronaći u voću, zelenom i bijelom čaju itd.
TeaninTeanin (poznat kao hormon sreće) je aminokiselina koja se nalazi u listićima zelenog čaja.
KofeinKofein je alkaloid, a neki ga nazivaju i tein. Količina kofeina u čaju ovisi o vrsti čaja. Najviše kofeina sadrži crni čaj gdje je u jednoj šalici prosječno 50 – 70 mg kofeina.
OstaloU čaju se još nalaze teobromin, teofilin te zanemarive količine ugljikohidrata, masti i proteina.

## Vanjske poveznice
- Čaj Hrvatska tehnička enciklopedija, portal hrvatske tehničke baštine. LZMK

### Ostali projekti
|  | Zajednički poslužitelj ima stranicu o temi Čaj    |
|  | Zajednički poslužitelj ima još gradiva o temi Čaj |